# The Peninsula Hong Kong
The Peninsula Hong Kong (chinois traditionnel : 香港半島酒店) est un palace situé au 22, Salisbury Road, dans le quartier de Tsim Sha Tsui à Hong Kong. Inauguré en 1928, il fut le premier hôtel du groupe The Peninsula Hotels.
L'hôtel est situé à la jonction de Nathan Road et Salisbury Road, en face du terminal de ferrys et à proximité de l'ancienne gare de Kowloon, terminus de la Kowloon-Canton Railway. En 1994, il fut agrandi d'une tour de 30 étages dont l'architecture s'inspire du bâtiment initial. 
L'hôtel est renommé notamment pour sa flotte de Rolls-Royce au coloris "vert Peninsula". Les premiers modèles furent achetés en 1970 lorsque l'hôtel commanda 7 Rolls-Royce Silver Shadow. Depuis, l'établissement renouvelle régulièrement sa flotte, composée en 2018 de 14 Rolls-Royce Phantom et d'une Rolls-Royce Phantom II de 1934, ce qui en fait la plus large flotte hotelière au monde de Rolls-Royce.

## Galerie

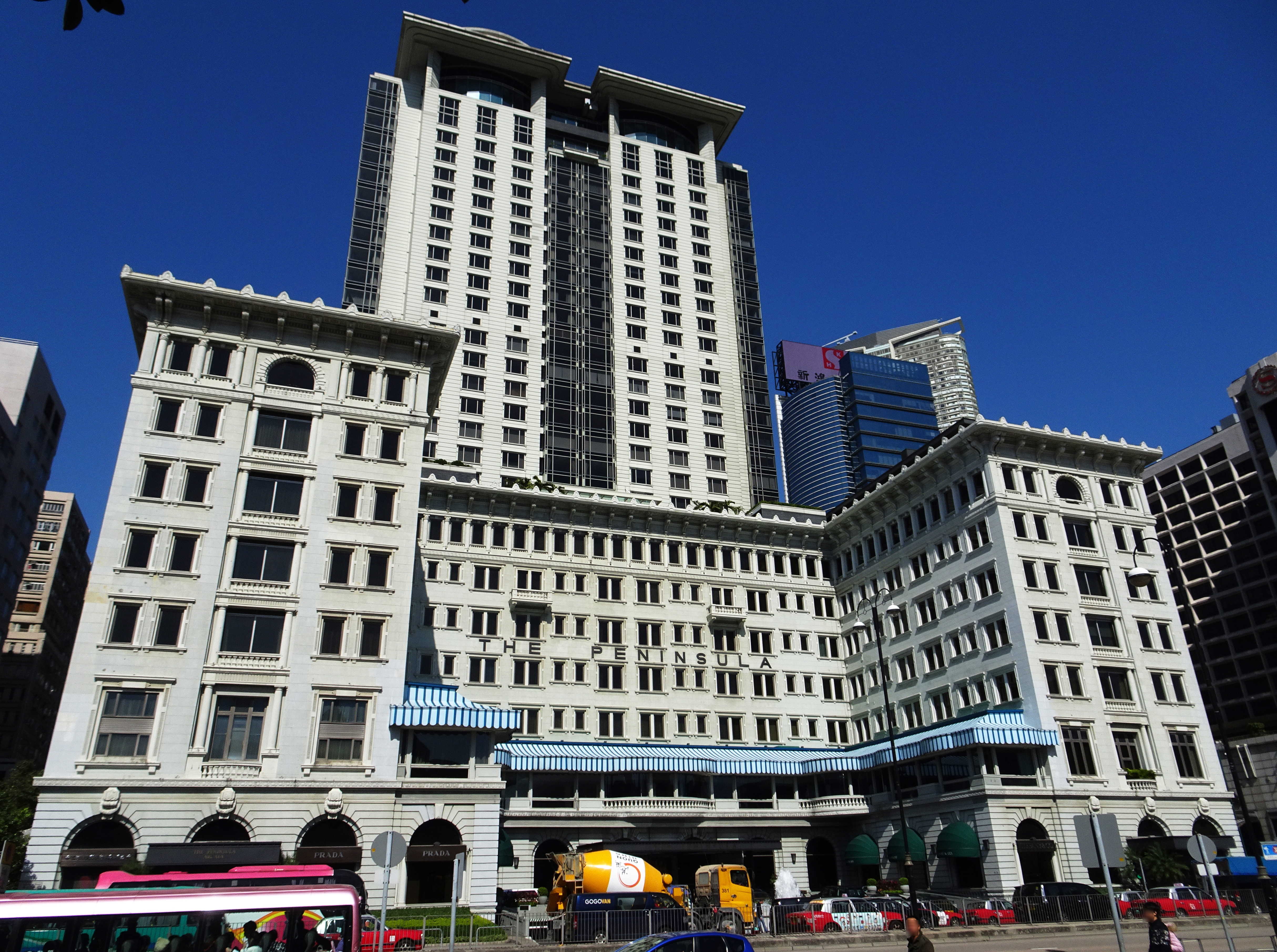
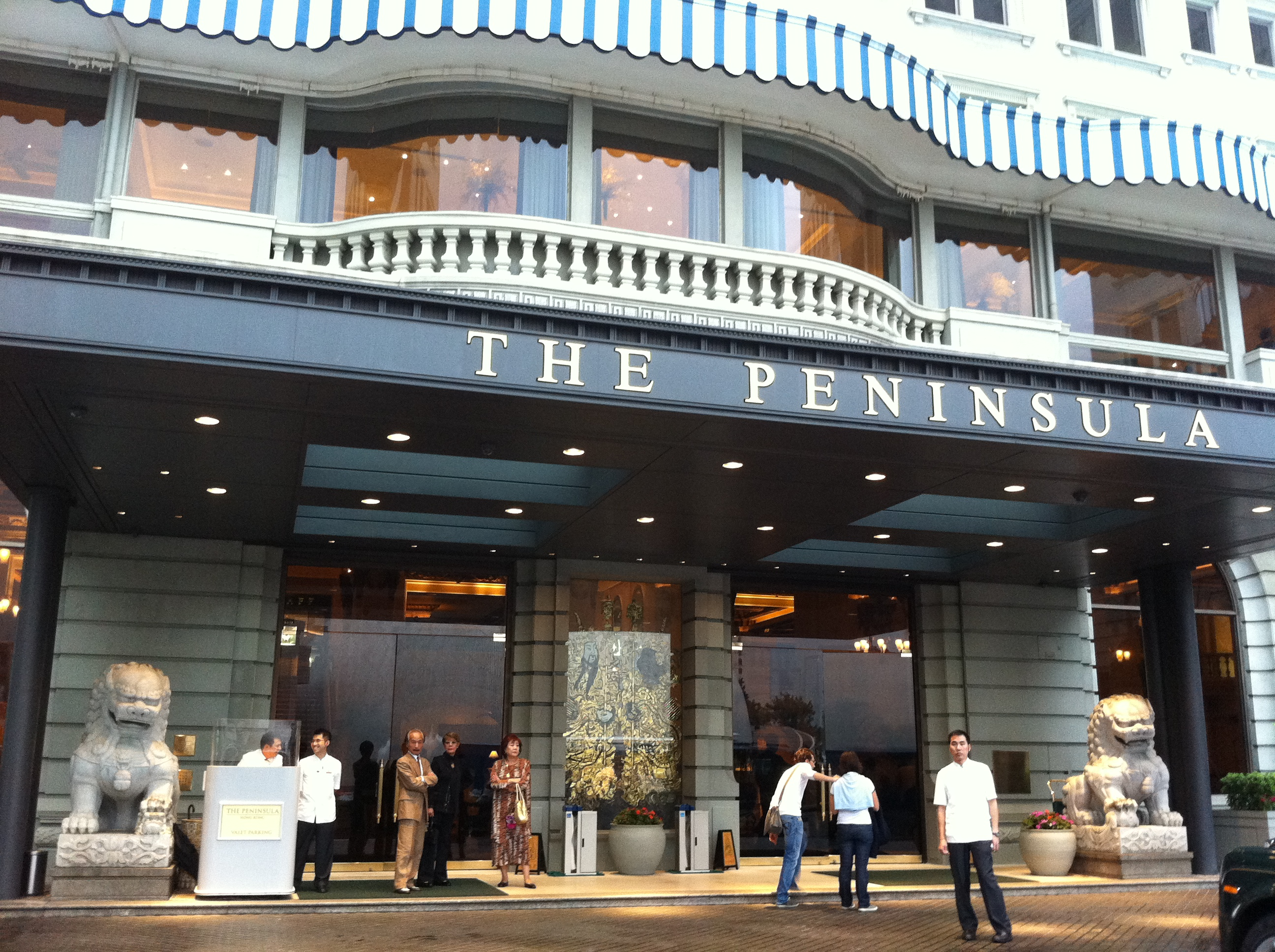
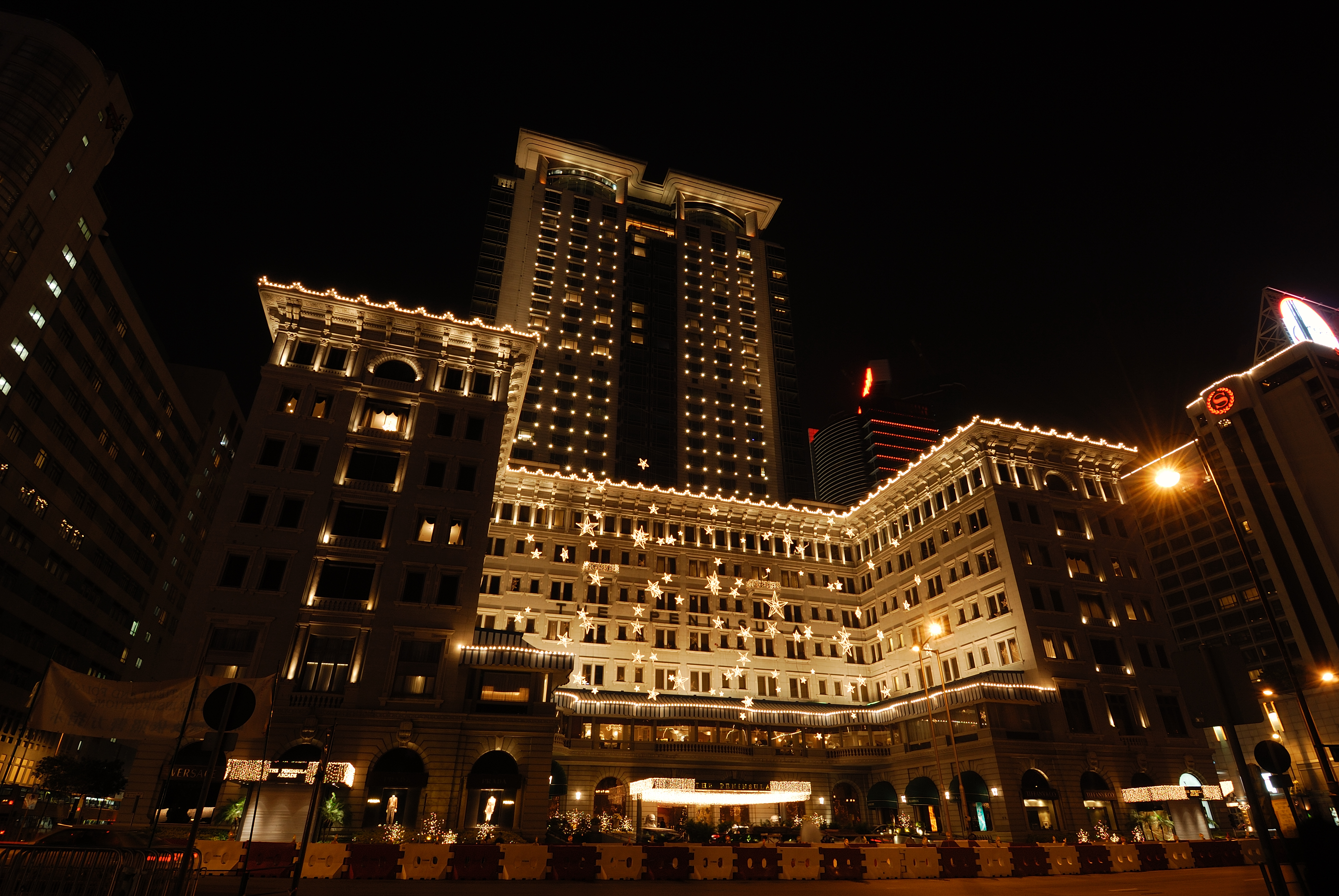
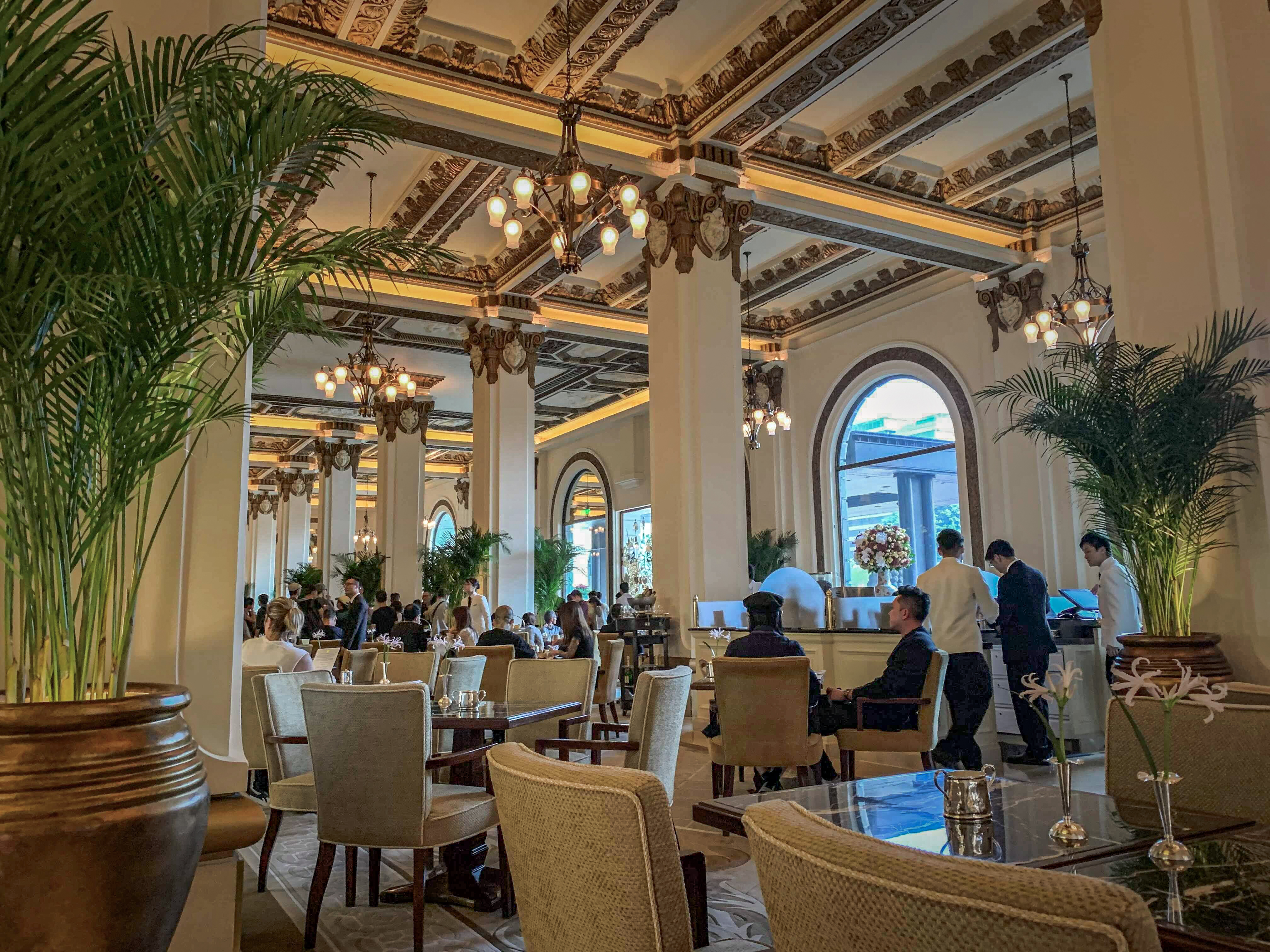
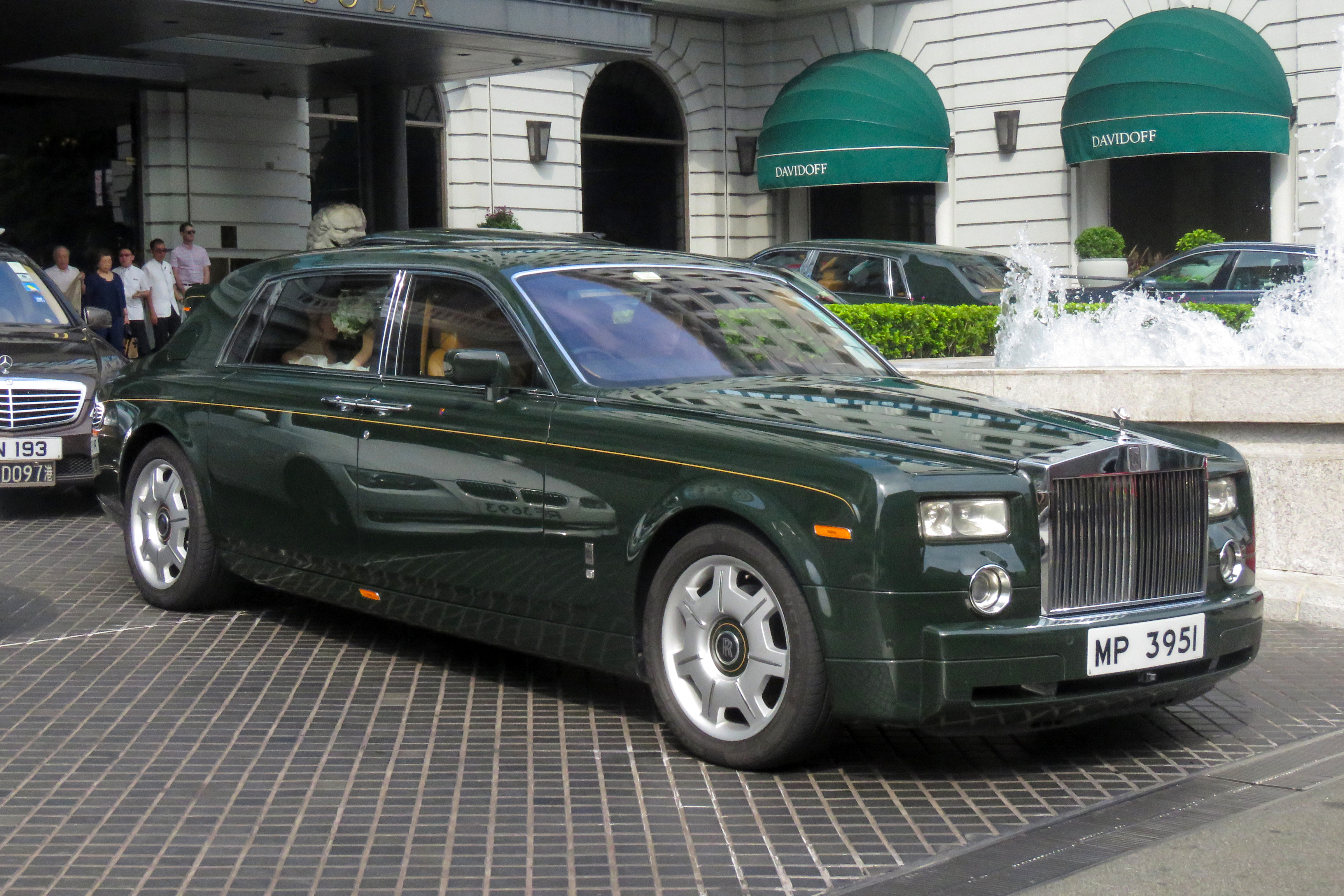